# Гидридопентакарбонилмарганец
Гидридопентакарбонилмарганец — металлоорганическое соединение,
карбонильный комплекс марганца
состава Mn(CO)5H,
бесцветная жидкость, 
разлагается на воздухе,
сильно ядовита.

## Получение
- В вакууме к раствору пентакарбонилмагранец натрия в тетрагидрофуране медленно добавляют фосфорную кислоту и выделяемые продукты собирают в ловушке, охлаждаемой жидким азотом:

{\displaystyle {\mathsf {Mn(CO)_{5}Na+H_{3}PO_{4}\ {\xrightarrow {}}\ Mn(CO)_{5}H\uparrow +NaH_{2}PO_{4}}}}

## Физические свойства
Гидридопентакарбонилмарганец образует бесцветную летучую жидкость с неприятным запахом.
Сильно ядовита.
Реагирует с кислородом воздуха, не реагирует с водой.
Растворяется в большинстве органических растворителях.
Хранят в темноте в замороженном состоянии без доступа воздуха.

## Химические свойства
- Быстро окисляется кислородом воздуха:

{\displaystyle {\mathsf {2Mn(CO)_{5}H+O_{2}\ {\xrightarrow {}}\ Mn_{2}(CO)_{10}+H_{2}O}}}